# Ladislav Čierny
Ladislav Černý (* 3. listopad 1974, Zvolen) je slovenský hokejový obránce, bratranec útočníka Josefa Černého.

## Klubový hokej
Je odchovancem HKm Zvolen, v nejvyšší soutěži debutoval v premiérovém ročníku slovenské extraligy – 1993/94. Zvolen skončil poslední az elitní ligy vypadl, talentovaného Černého angažoval HC Slovan Bratislava. V tomto klubu hrál dva roky, pak se vrátil do Zvolena, který se mezitím vrátil do nejvyšší soutěže. V sezóně 1999/00 se s klubem probojoval do finále play off, což byl historický úspěch týmu. Další rok Zvolen vybojoval mistrovský titul, to však již Černý hrál v české hokejové extralize za HC České Budějovice. V druhém roce svého budějovického působení se stal nejproduktivnějším obráncem týmu. Následně jej angažoval tým ruské hokejové superligy Lada Togliatti, kde byl jistý čas kapitánem av play off 2002/03 se stal lídrem celé soutěže v počtu plusových bodů.
Ročník 2004/05 odehrál v HKm Zvolen, s klubem se opět probojoval do finále play-off. Pak znovu zamířil do ruské superligy a podepsal kontrakt se Severstalu Čerepovec. V průběhu následující sezóny se vrátil do Zvolena a hráčem mateřského klubu byl i v ročníku 2008/09 i s kapitánskou C na hrudi.
Zápas proti Košicím 27. března 2009 byl jeho 500. v české extralize.

## Klubové statistiky
| Sezona  | Klub                 | Soutěž    | Základní část | Základní část | Základní část | Základní část | Základní část | Základní část | Play off | Play off | Play off | Play off | Play off | Play off |
| Sezona  | Klub                 | Soutěž    | Z             | G             | A             | B             | TM            | + / -         | Z        | G        | A        | B        | TM       | + / -    |
| ------- | -------------------- | --------- | ------------- | ------------- | ------------- | ------------- | ------------- | ------------- | -------- | -------- | -------- | -------- | -------- | -------- |
| 1993/94 | HKm Zvolen           | Extraliga | 24            | 2             | 0             | 2             |               |               |          |          |          |          |          |          |
| 1994/95 | HC Slovan Bratislava | Extraliga | 31            | 4             | 6             | 10            | 14            |               | 9        | 0        | 3        | 3        | 4        |          |
| 1995/96 | HC Slovan Bratislava | Extraliga | 49            | 3             | 7             | 10            | 18            | -14           |          |          |          |          |          |          |
| 1996/97 | HKm Zvolen           | Extraliga | 14            | 3             | 9             | 12            | 8             | +11           |          |          |          |          |          |          |
| 1996/97 | HKm Zvolen B         | 1. liga   | 32            | 12            | 9             | 21            | 36            | +23           |          |          |          |          |          |          |
| 1997/98 | HKm Zvolen           | Extraliga | 41            | 3             | 11            | 14            | 52            | -9            |          |          |          |          |          |          |
| 1998/99 | HKm Zvolen           | Extraliga | 42            | 10            | 11            | 21            | 48            | -7            | 6        | 0        | 0        | 0        |          |          |
| 1999/00 | HKm Zvolen           | Extraliga | 55            | 7             | 13            | 20            | 67            | +9            | 10       | 1        | 2        | 3        | 6        | -4       |
| 2000/01 | HC České Budějovice  | Extraliga | 52            | 3             | 9             | 12            | 44            | -5            |          |          |          |          |          |          |
| 2001/02 | HC České Budějovice  | Extraliga | 48            | 3             | 19            | 22            | 62            | -4            |          |          |          |          |          |          |
| 2002/03 | Lada Togliatti       | Superliga | 49            | 5             | 7             | 12            | 38            | +8            | 10       | 3        | 2        | 5        | 12       | +6       |
| 2003/04 | Lada Togliatti       | Superliga | 59            | 3             | 7             | 10            | 58            | +8            | 6        | 0        | 1        | 1        | 6        | -1       |
| 2004/05 | HKm Zvolen           | Extraliga | 49            | 6             | 13            | 19            | 67            | +16           | 17       | 3        | 2        | 5        | 2        | +1       |
| 2005/06 | Severstal Čerepovec  | Superliga | 51            | 4             | 10            | 14            | 62            | +1            | 4        | 0        | 1        | 1        | 2        | +1       |
| 2006/07 | Severstal Čerepovec  | Superliga | 25            | 1             | 5             | 6             | 34            | -9            |          |          |          |          |          |          |
| 2006/07 | HKm Zvolen           | Extraliga | 18            | 4             | 2             | 6             | 18            | +5            | 10       | 1        | 1        | 2        | 28       | -8       |
| 2007/08 | HKm Zvolen           | Extraliga | 53            | 11            | 14            | 25            | 72            | +19           | 5        | 1        | 1        | 2        | 8        |          |
| 2008/09 | HKm Zvolen           | Extraliga | 55            | 11            | 20            | 31            | 88            | +12           | 13       | 1        | 4        | 5        | 12       | +1       |
|         | Celkem               |           | 747           | 95            | 172           | 267           | 786           | +64           | 90       | 10       | 17       | 27       | 80       | -4       |

## Reprezentace
Ladislav Černý byl členem týmu, který vybojoval na MS 2002 pro Slovensko první titul mistra světa. Nastupoval v obranné formaci s Jergušem Bača.
Hrál i na světovém šampionátu 2003, kde vybojoval bronz a 2004 (4. místo). Zúčastnil se také Světového poháru 2004. Celkově odehrál v slovenské reprezentaci 123 zápasů, vstřelil 11 branek.
Statistiky hráče na Mistrovstvích světa a Olympijských hrách:
| Turnaj        | Místo konání                            | Z  | G | A | B | Umístění         | Soupisky         |
| ------------- | --------------------------------------- | -- | - | - | - | ---------------- | ---------------- |
| MS 2002       | Švédsko (Göteborg, Jönköping, Karlstad) | 9  | 1 | 0 | 1 | Zlatá medaile    | Soupiska MS 2002 |
| MS 2003       | Finsko (Helsinky)                       | 9  | 0 | 1 | 1 | Bronzová medaile | Soupiska MS 2003 |
| MS 2004       | Česko (Praha, Ostrava)                  | 9  | 0 | 2 | 2 | 4. místo         | Soupiska MS 2004 |
| Světový pohár | Slovensko                               | 1  | 0 | 0 | 0 | 8. místo         |                  |
| Celkem na MS  |                                         | 27 | 1 | 3 | 4 |                  |                  |